# Cantate du Narcisse
La Cantate du Narcisse pour baryton martin, soprano, chœur de femmes à quatre voix et orchestre, est une œuvre de Germaine Tailleferre composée en 1938 et créée en 1942.

## Création
La conception de l'œuvre vient d'une commande du Ministère des arts et de la culture à Tailleferre, qui lui demande une cantate en 1936. Comme elle en fait part à Paul Valéry, celui-ci lui demande de mettre en musique un de ses textes d'après le mythe de Narcisse qu'il destinait justement à la musique, dans le style de Christoph Willibald Gluck.
Achevée en 1937, la Cantate est créée (et retransmise à la radio) le 19 janvier 1942 dans le salon de Marguerite Fournier, à Marseille, par l'orchestre de la radio de Marseille sous la direction de Jean Giardino (1906-1983).
Exilée pendant la guerre à Philadelphie, Germaine Tailleferre remanie la partition de son œuvre en 1943, dans une écriture plus moderne. La Cantate est jouée en janvier 1944, par l'Orchestre de la société des concerts du conservatoire sous la direction d'Alfred Cortot. (Le texte de Valéry est monté sous forme de pièce en décembre de la même année, au Studio des Champs Élysées, dans une mise en scène de Pierre Franck, avec Jacques Berthier.)
Une interprétation par l'orchestre national de la RTF dirigé par Roger Désormière, avec Ginette Guillamat et Jean Planel et un chœur de femmes, a été enregistrée à Radio France le 7 mars 1949.
La Cantate a aussi été interprétée au Royal Festival Hall de Londres, le 13 mai 1953, avec Bernard Lefort, Janine Micheau et l'orchestre de la Royal Philharmonic Society dirigé par Clarence Raybould.

## Argument
L'argument montre Narcisse insensible au charme des nymphes et amoureux de son seul reflet. Les nymphes finissent par le mettre à mort.